# Tadeusz Kościuszko
Pour les articles homonymes, voir Kosciusko.
Tadeusz Kościuszko, de son nom complet Andrzej Tadeusz Bonawentura Kościuszko, né le 4 février 1746 à Mereczowszczyzna (pl) et mort le 15 octobre 1817 à Soleure (Suisse), est un officier polonais qui a participé à la guerre d'indépendance des États-Unis et organisé l'insurrection polonaise de 1794, dite « insurrection de Kościuszko », contre la domination russe et prussienne.
Il est aujourd'hui considéré comme un héros national en Pologne, en Biélorussie, en Lituanie et aux États-Unis.
Né dans la république des Deux Nations (actuelles Pologne, Lituanie, Biélorussie, et pour partie, Ukraine) dans une famille de la noblesse polonaise (blason Roch III), il sort diplômé de l'académie militaire de Varsovie en 1766. Il s'installe en France au début du soulèvement de la confédération de Bar pour poursuivre ses études et rentre en 1774, deux ans après le premier partage de la Pologne. Sans perspectives d'avenir dans son pays, il repart en France, puis aux États-Unis, après avoir appris le début de la guerre d'indépendance. Enrôlé dans l'armée continentale avec le grade de colonel, il participe à la bataille de Saratoga et à la construction de plusieurs fortifications, notamment celles du fort de West Point. Il est promu général de brigade en 1783.
Rentré en Pologne en 1784, Kościuszko se consacre d'abord au domaine familial, puis est intégré dans l'armée polonaise en 1790, dans la période de la Grande Diète où de grandes réformes sont engagées, contre le gré des puissances responsables du premier partage, notamment la Russie. Ses succès militaires durant la guerre russo-polonaise de 1792 n'empêchent pas le deuxième partage de la Pologne. En 1794, il lance et dirige un soulèvement patriotique, au terme duquel il est fait prisonnier à la bataille de Maciejowice, défaite qui entraîne le troisième partage de la Pologne et sa disparition en tant qu'État indépendant.
Gracié en 1797 par le tsar Paul Ier, Kościuszko retourne aux États-Unis où il retrouve son ami Thomas Jefferson, puis, au bout d'un an, s'installe en France à l'époque de l'ascension vers le pouvoir du général Bonaparte. Attaché à la cause polonaise, il est déçu par la politique que mène celui-ci, devenu Premier consul, puis empereur, notamment par la création du duché de Varsovie en 1807. En 1815, il qualifie de « plaisanterie » le royaume de Pologne créé par le congrès de Vienne pour le tsar Alexandre Ier.
Retiré en Suisse, Kościuszko meurt en 1817 des suites d'une chute de cheval. L'année suivante, son corps est inhumé à Cracovie dans la cathédrale du Wawel, nécropole nationale de la Pologne.

## Biographie

### Origines familiales

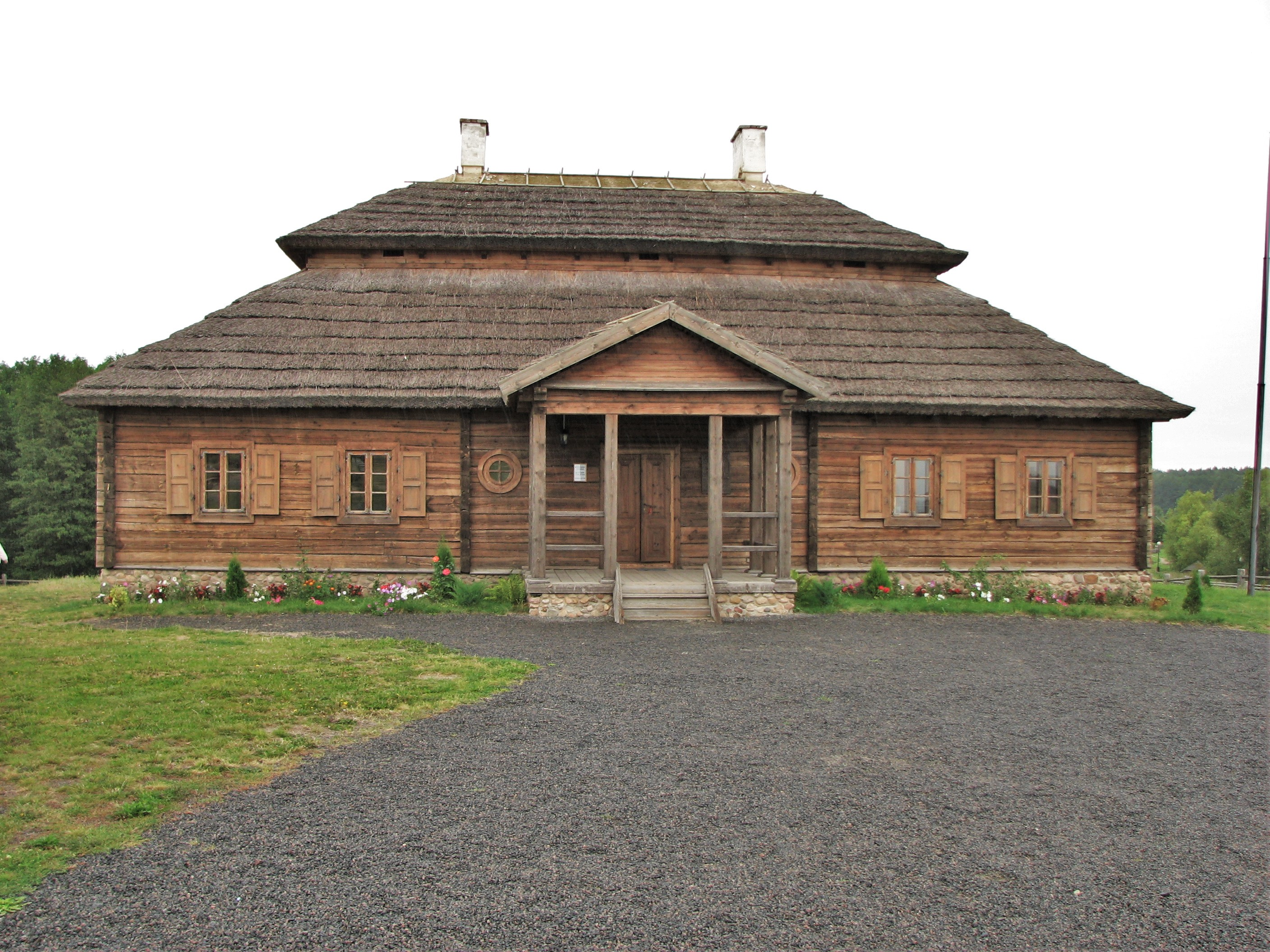
Maison natale de Kościuszko à.

Tadeusz Kościuszko naît en février 1746 dans le village de Mereczwoszczyzna (en) (aujourd'hui Merechevschina/Мерачоўшчына), près de la ville de Kossow Polieski en Polésie (aujourd'hui Kossava en Biélorussie, voblast de Brest). Le village de Mereczowszczyzna est au centre d'un domaine appartenant à la famille Sapieha, affermé en 1733 par le père de Tadeusz.
La Polésie fait alors partie du grand-duché de Lituanie qui, avec le royaume de Pologne, forme la république des Deux Nations,, aussi appelée « Pologne-Lituanie », ou, en abrégé « Pologne » (comme dans la formule « partages de la Pologne »).
Il est le plus jeune fils de Ludwik Tadeusz Kościuszko, officier de l'armée polonaise, et de son épouse Tekla, née Ratomska,. 
Le nouveau-né est baptisé selon les rites orthodoxe et catholique et reçoit les prénoms d'Andrzej et Tadeusz.
Sa famille paternelle est d'origine lituanienne et ruthène. Elle remonte jusqu'à Konstanty Fiodorowicz Kostiuszko, courtisan du roi Sigismond Ier.
La famille de sa mère, Ratomska, est aussi ruthène. Kościuszko se décrit comme un litvin, un terme désignant à l'époque un habitant polonophone du grand-duché de Lituanie quelle que soit son origine. Selon les sources biélorusses modernes, ce mot est considéré comme un précurseur du terme « Biélorusse ».
La langue utilisée par la famille Kościuszko est cependant le polonais, car elle a été polonisée dès le début du XVIe siècle.
Au moment de sa naissance, les Kościuszko détiennent un patrimoine modeste : le domaine ancestral de Siechnowicze (aujourd'hui en Biélorussie, près de Jabinka, aussi dans le voblast de Brest, mais plus près de cette ville), où ils reviennent vivre en 1764, lorsque les Sapieha vendent leur domaine de Mereczwoszczyzna.

### Formation
En 1755, Kościuszko entre à l'école de Lioubechiv, mais la mort de son père en 1758 affecte les finances familiales et il doit abandonner ses études.
En 1765, le roi Stanislas II fonde, sur le site de l'actuelle université de Varsovie, l'Académie du corps des cadets de la noblesse, école destinée à former les officiers et les hauts fonctionnaires de la République. Le cursus met l'accent autant sur les sujets militaires que sur la formation générale, les « arts libéraux » : histoire, philosophie, polonais, latin, français, allemand, droit, économie et mathématiques.
Kościuszko intègre l'établissement le 18 décembre 1765, probablement grâce au soutien de la famille Czartoryski. Diplômé le 20 décembre 1766 avec le grade de Chorąży (en) (« porte-étendard »), il est admis à suivre le cours de génie militaire, réservé aux meilleurs élèves, et reste ensuite dans l'académie en tant qu'instructeur. Il la quitte en 1768 avec le grade de capitaine.

### La période des voyages en Europe (1769-1776)

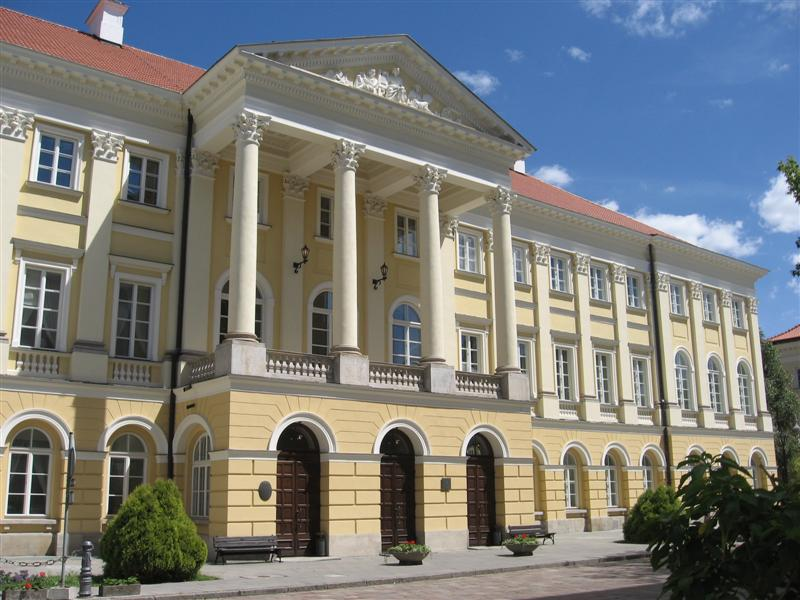
Le palais de Kazimierz à Varsovie qui abrite l'académie militaire où étudie Kościuszko

En 1768, la guerre civile éclate dans la république des Deux Nations lorsqu'une partie de la noblesse, unie dans la confédération de Bar, tente de renverser le roi Stanislas II Auguste, considéré comme trop favorable à la Russie. Un des frères de Kościuszko, Józef, combat dans les rangs des insurgés.
Évitant de choisir entre ceux-ci et le roi, soutenu par la famille Czartoryski, Kościuszko préfère quitter le pays. Avec un de ses collègues, Aleksander Orłowski, il reçoit en 1769 une bourse royale d'études et s'installe à Paris (5 octobre), où il va passer cinq ans. En raison de leur statut d'étrangers, ils ne sont pas autorisés à recevoir une formation militaire. Kosciuszko entre alors à l'académie royale de peinture et de sculpture. Il développe ses talents artistiques et continuera de dessiner et de peindre tout au long de sa vie, même s'il envisage toujours une carrière militaire,. 
Il suit donc les cours d'académies militaires parisiennes[réf. nécessaire] en tant qu'externe et, par ailleurs, fréquente les bibliothèques : la pensée du siècle des Lumières, en particulier celle du mouvement physiocrate, aura une profonde influence sur sa carrière ultérieure.
En 1772, au terme de la guerre civile, remportée par le camp royal, la Pologne affaiblie ne peut pas s'opposer à son premier partage : la Russie, la Prusse et l'Autriche annexent 30 % de son territoire et renforcent leur influence sur les politiques de la république. Malgré tout, le roi et ses soutiens lancent alors une politique de réformes, incluant notamment la création de la Commission de l'éducation nationale (1774).
Lorsque Kościuszko rentre, en 1774, il se rend compte que son frère Józef a gaspillé la plus grande partie des ressources familiales et qu'il n'est pas en mesure d'acheter un office dans l'armée. Devenu précepteur dans la famille du voïvode et hetman Józef Sosnowski, il tombe amoureux de sa fille Ludwika. Les jeunes gens envisagent de s'enfuir, mais en sont empêchés par les domestiques, qui infligent à Tadeusz une bonne correction. Son antipathie pour les distinctions de classe est sans doute née au cours de cette période de sa vie.
À l'automne 1775, il décide donc de repartir à l'étranger. Il envisage d'abord de s'enrôler dans l'armée de l'Électorat de Saxe, mais est refusé et décide de revenir à Paris, où il est informé de la révolte des Treize Colonies américaines contre la domination britannique. Les premiers succès américains sont en effet largement relatés en France, où la cause des insurgés est soutenue par le peuple et le gouvernement, hostiles aux Anglais depuis la guerre de Sept Ans.

### La guerre d'indépendance américaine (1776-1784)
Le gouvernement des insurgés américain ayant fait appel à l'écrivain et marchand d'armes français, Pierre Caron de Beaumarchais, le gouvernement français décide en juin 1776 de mettre à sa disposition un million de livres pour organiser clandestinement la vente d'armes et de munitions à l'armée des insurgés (officiellement appelée « Armée continentale »), grâce à une société écran au nom de « Roderigue Hortalez & Co ».
En juin 1776, Kościuszko et d'autres officiers européens embarquent en direction de l'Amérique du Nord sur un navire de la compagnie de Beaumarchais,. Arrivé en Amérique, Kosciuszko est enrôlé comme volontaire dans l'armée continentale à la fin du mois d'août 1776.

#### Août 1776-août 1780: dans l'armée du Nord (Fort Ticonderoga, Saratoga, West Point)

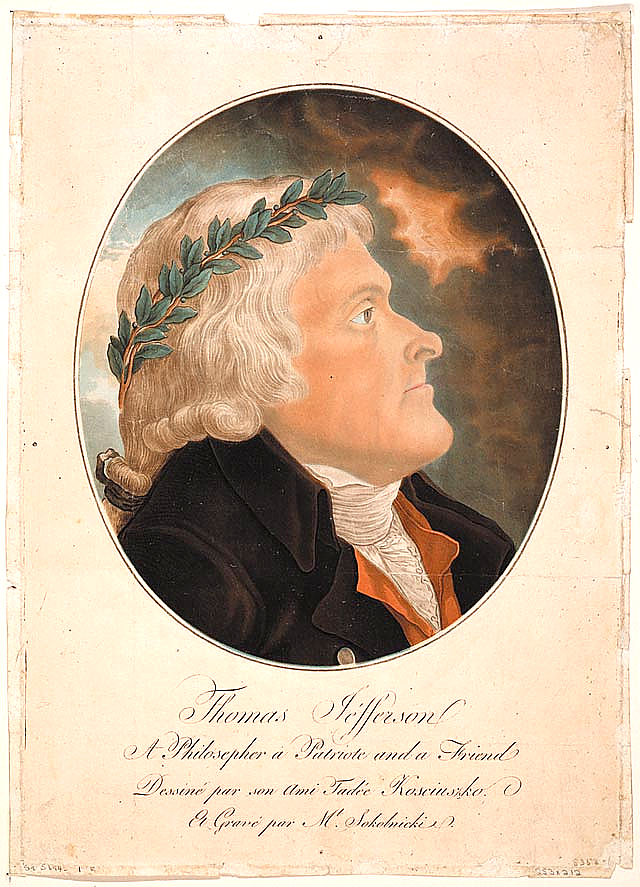
Portrait de Thomas Jefferson réalisé par Kościuszko

Kościuszko est d'abord chargé de la construction des fortifications de Fort Billingsport (en) à Philadelphie, capitale des insurgés, afin d'empêcher les Britanniques de franchir le fleuve Delaware.
Le 18 octobre 1776, le Congrès lui accorde le grade de colonel .
Au printemps 1777, il est affecté à l'armée du Nord (général Horatio Gates) et inspecte les défenses de Fort Ticonderoga dans le nord de l'État de New York,. Son étude topographique le pousse à recommander avec force la mise en place d'une batterie d'artillerie au sommet du mont Sugar Loaf, qui surplombe le fort. Bien que cette recommandation soit soutenue par les autres ingénieurs militaires, le commandant de la place, le général de brigade Arthur St. Clair, décide de ne pas en tenir compte,, ce qui se révèle être une grosse erreur tactique, lorsque les troupes britanniques du général John Burgoyne arrivent sur place en juillet et installent leurs canons au sommet du Sugar Loaf.
Les Américains se rendent très vite compte que la forteresse est perdue et ils l'abandonnent presque sans combats. Poursuivie par les troupes britanniques, la garnison américaine battant en retraite vers le sud est épuisée et inférieure en nombre. Aussi, le major-général Philip Schuyler charge-t-il à Kościuszko de retarder la progression de l'ennemi. Ce dernier ordonne à ses hommes d'abattre des arbres, d'endiguer les cours d'eau et de détruire les chaussées et les ponts. Encombrée par sa logistique, l'armée britannique est finalement distancée par les Américains qui parviennent à franchir sans encombre l'Hudson.
Peu après, Gates remplace Schuyler et regroupe ses forces pour empêcher les Britanniques de prendre Albany. Il charge Kościuszko d'inspecter la région entre les deux armées afin de trouver la meilleure position défensive possible et de la fortifier. Ayant repéré une position surplombant l'Hudson près de Saratoga, il entreprend de créer des fortifications rendant le lieu quasiment imprenable, quelle que soit la direction de l'attaque. Ces défenses jouent un rôle décisif lors de la bataille de Saratoga, remportée par les Américains : Burgoyne se rend le 16 octobre 1777. 
C'est une lourde défaite pour l'armée britannique, qui fait basculer le cours de la campagne de Saratoga. Le travail de Kościuszko est salué par Gates qui déclarera plus tard à son ami Benjamin Rush que « les grands tacticiens de la campagne furent les collines et les forêts qu'un jeune ingénieur polonais a été assez adroit pour choisir pour mon retranchement ».
À cette époque, Kościuszko reçoit comme assistant un Afro-Américain, Agrippa Hull (en), qu'il traite comme un égal. Il compose aussi une polonaise pour clavecin, la « polonaise de Kosciuszko », très populaire chez les combattants de l'insurrection de 1830-1831, sur des paroles de Rajnold Suchodolski (en).

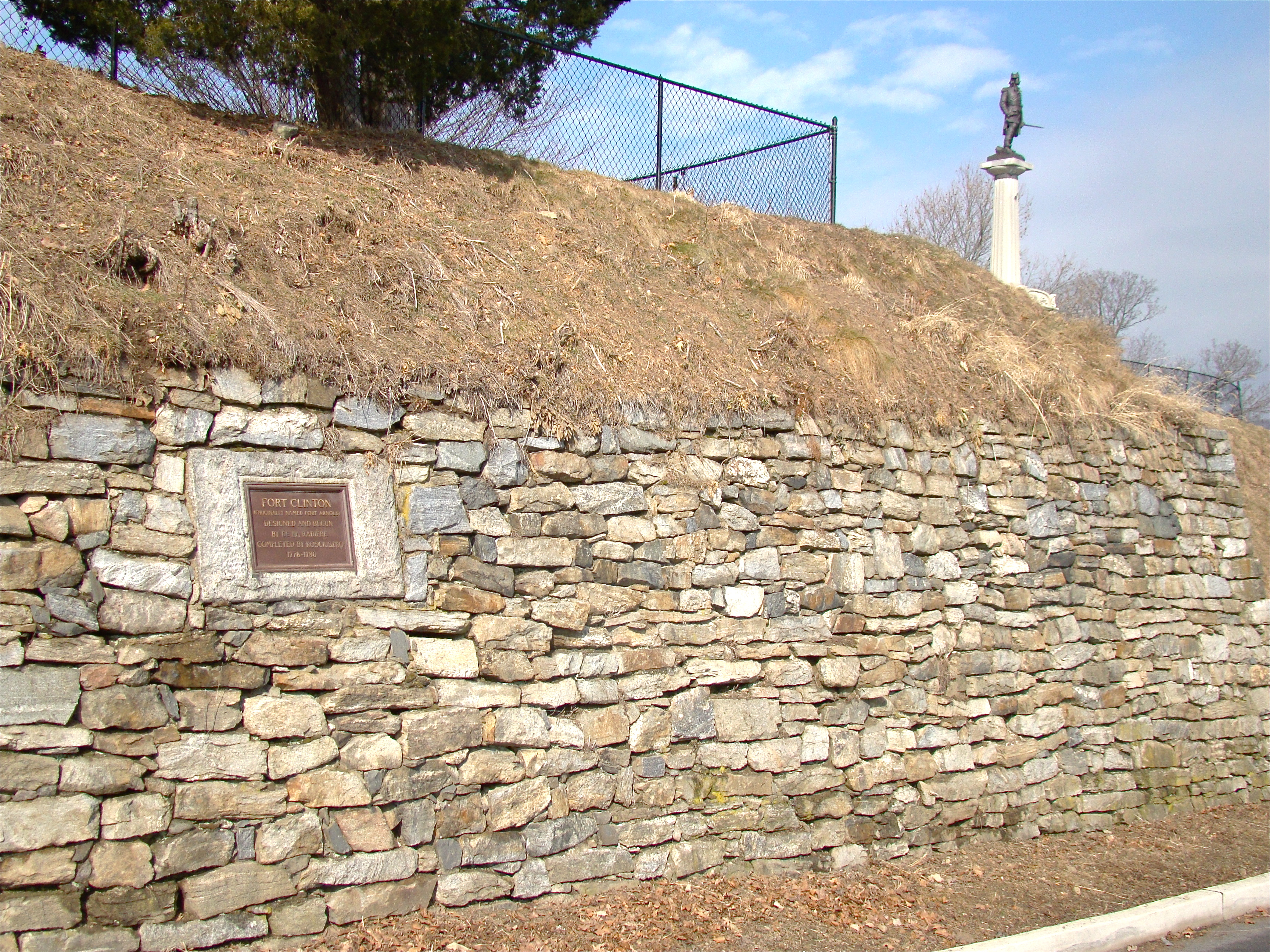
Murs de Fort Clinton à West Point construits par Kościuszko dont la statue se trouve à l'arrière-plan.

En mars 1778, Kościuszko est affecté à l'amélioration des défenses du bastion de West Point, (ce sont ces fortifications que Benedict Arnold tentera de livrer aux Britanniques en 1780). Il y reste jusqu'à ce que George Washington accepte sa demande de transfert dans l'armée du Sud, en août 1780,.

#### Octobre 1780-décembre 1782: dans l'armée du Sud (rivière Dan, Hobkirk's Hill, Charleston)
En octobre, après avoir traversé la Virginie, Kościuszko rejoint son ancien commandant, Horatio Gates, en Caroline du Nord. Ayant subi au mois d'août une sévère défaite à la bataille de Camden, Gates est en passe d'être remplacé par le major-général Nathanael Greene, qui prend officiellement son commandement le 3 décembre 1780, conservant Kościuszko comme ingénieur en chef.
Durant la campagne, il est chargé de la construction de barges, de campements et de positions défensives ainsi que de missions de reconnaissance et de renseignement et joue un rôle décisif dans la destruction des troupes britanniques dans le Sud.
Lors de la fameuse « Course vers la Dan », au cours de laquelle les forces du général britannique Charles Cornwallis poursuivent Greene sur près de 350 km (janvier-février 1781), grâce aux reconnaissance et aux barges de Kościuszko et aux tactiques de Greene, l'armée continentale parvient à franchir sans encombre tous les cours d'eau, dont la Yadkin et la Dan. Ne disposant pas de bateaux et ne pouvant trouver un gué sur cette rivière en crue, Cornwallis est obligé d'abandonner la poursuite et de se replier en Caroline du Nord, alors que l'armée continentale se regroupe au sud de Halifax en Virginie, où Kościuszko établit, à la demande de Greene, un dépôt fortifié.

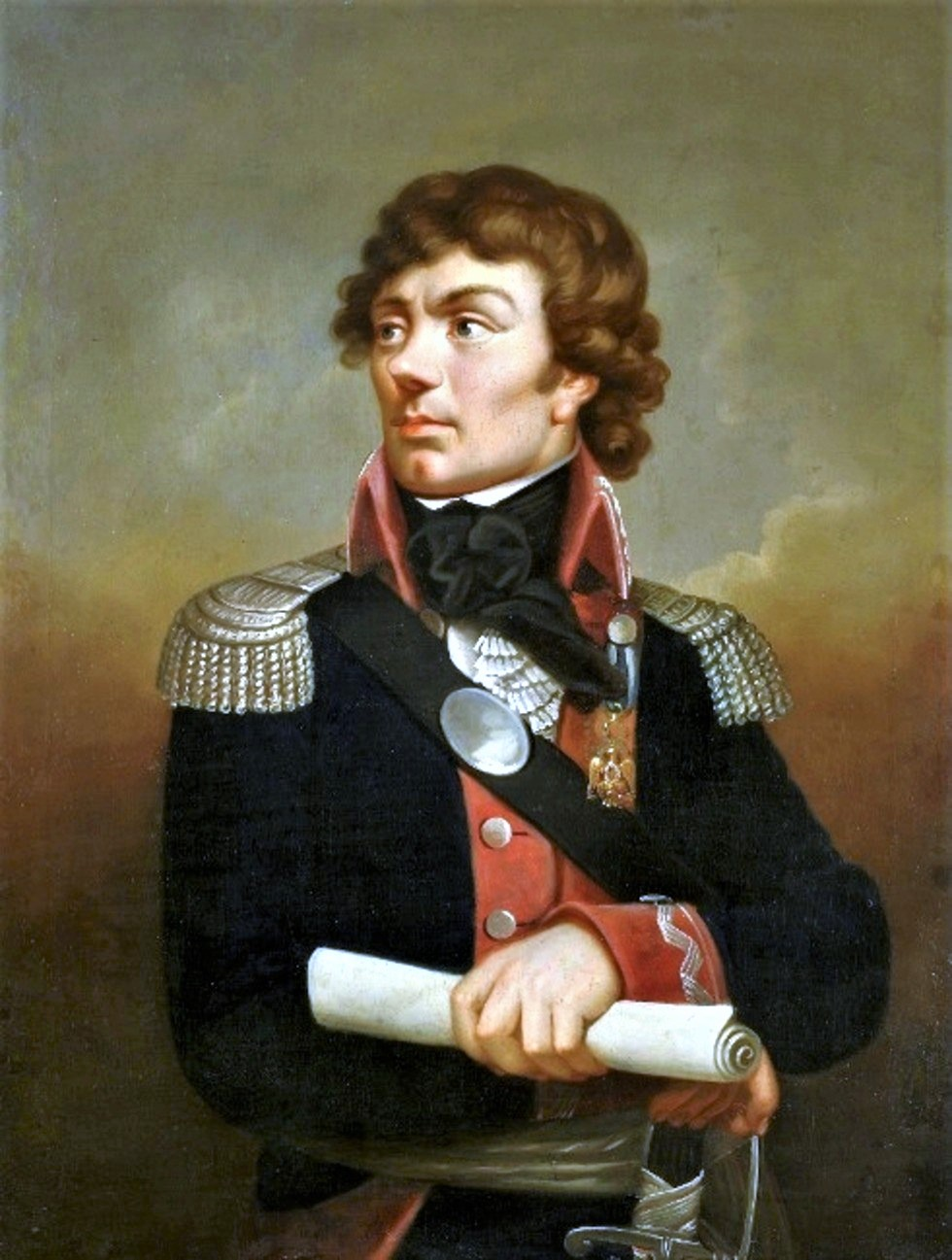
Portrait de Kościuszko par Karl Gottlieb Schweikart

Kościuszko contribue au choix du site où Greene va affronter Cornwallis, Guilford Court House, près de Greensboro (15 mars). C'est une défaite tactique pour les Américains, mais les Britanniques subissent de lourdes pertes et perdent leur avantage stratégique dans le Sud. Kościuszko organise ensuite le siège du fort de Ninety Six du 22 mai au 18 juin. Ce siège est un échec et Kościuszko reçoit un coup de baïonnette dans les fesses lors d'un assaut des défenseurs, seule blessure reçue au cours de la guerre. Alors que les forces américaines repoussent progressivement les Britanniques vers la côte, Kościuszko est présent à la bataille de Hobkirk's Hill (16 août 1781). Il participe ensuite à la fortification de bases américaines en Caroline du Nord.
Au cours de la dernière année du conflit, en 1782, il mène des actions ponctuelles pour harceler les opérations de ravitaillement britanniques près de Charleston, à la tête de deux escadrons de cavalerie et d'une unité d'infanterie. Son dernier combat a lieu le 14 novembre 1782 près de James Island. Ses troupes sont sévèrement battues et il manque d'être tué lors de l'affrontement, mais un mois plus tard, il fait partie des troupes continentales qui occupent Charleston après l'évacuation de la ville par les Britanniques.

#### L'année 1783
N'ayant rien reçu durant ses sept années de service dans l'armée américaine, Kościuszko vit grâce à l'argent que lui prête un banquier polonais Haym Solomon (en) et est incapable de financer un retour en Europe. Il décide de demander le versement de sa solde à la fin du mois de mai 1783, mais va encore devoir attendre.
Le Congrès lui demande de superviser les feux d'artifice pour les festivités du 4 juillet, organisées à Princeton (New Jersey).
Lorsque le traité de Paris est signé entre les États-Unis et le Royaume-Uni le 3 septembre 1783, Kościuszko organise un feu d'artifice dans la ville où il réside encore, Charleston.
Le 13 octobre 1783, il est promu général de brigade, mais toujours pas payé, situation à l'époque partagée par de nombreux autres officiers et soldats.
Il reçoit finalement un certificat de 12 280 $ (environ 285 000 $ de 2012) à 6 % d'intérêt payable le 1er janvier 1784 et le droit à un terrain de 500 acres (202 ha), au cas où il choisirait de rester aux États-Unis.
Durant l'hiver 1783-1784, il est invité à séjourner dans la résidence de son ancien chef de corps, le général Greene. Il est également admis au sein de la société des Cincinnati.
Il s'embarque pour l'Europe le 15 juillet 1784.

### Les dernières années de la république des Deux Nations (1784-1795)

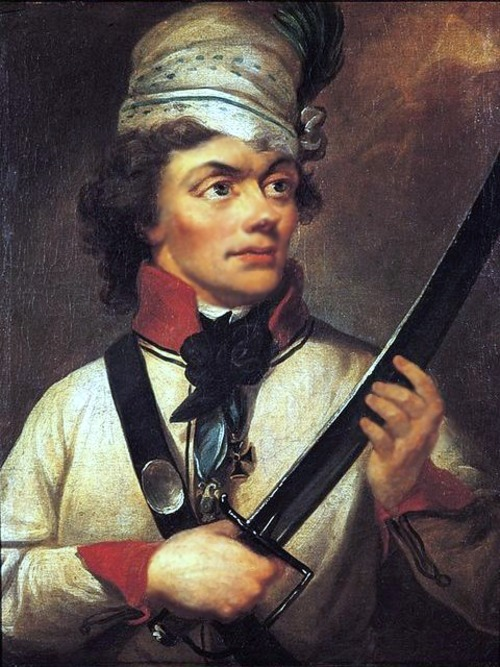
Kościuszko par Kazimierz Wojniakowski

Le 26 août, il est à Paris, puis rentre en Pologne.

#### Propriétaire terrien appauvri (1784-1788)
Il ne parvient pas à obtenir d'emploi dans l'armée et s'installe à Siechnowicze (pl) (aujourd'hui en Biélorussie). Son frère Józef a dilapidé la plus grande partie de la fortune familiale par de mauvais investissements, mais, avec l'aide de sa sœur Anna, Kościuszko parvient à récupérer une partie de ses terres.
Peu après, il décide de limiter le servage de ses paysans à deux jours par semaine et d'exempter complètement les femmes des corvées. Ses propriétés cessent rapidement d'être rentables et il contracte des dettes, d'autant plus qu'il ne reçoit pas l'argent promis par le gouvernement américain, à savoir les intérêts sur ses arriérés de solde. Kościuszko, proche de certains activistes libéraux comme Julien-Ursin Niemcewicz et Hugo Kołłątaj, se voit offrir par celui-ci un poste de maître de conférence à l'université de Cracovie, mais il décline cette proposition.

#### La période de la Grande Diète (1788-1792)
La fin des années 1780 est marquée par un grand processus de réformes visant à la restauration de la souveraineté polonaise.
La Grande Diète, réunie à Varsovie en 1788, va siéger jusqu'en 1792 et adopter plusieurs mesures importantes, dont la plus connue est la constitution de 1791. Elle cherche aussi à renforcer l'armée de la République. Kościuszko voit cela comme une chance de reprendre du service. Présent à Varsovie pour participer aux débats suscités par la Diète, il propose notamment la création d'une milice basée sur le modèle américain,.
En 1790, Stanislas Auguste lui accorde un office de général, doté d'une solde importante de 12 000 złotys par an, ce qui met fin à ses difficultés financières. Il souhaite son transfert au sein de l'armée du grand-duché de Lituanie, mais cela lui est refusé et il est affecté en Grande-Pologne (région de Poznań). Il arrive à Włocławek le 1er février 1790 et prend le commandement de plusieurs unités de cavalerie et d'infanterie stationnées entre le Boug et la Vistule. En août, il est envoyé en Volhynie, où il stationne près de Starokostiantyniv dans l'actuelle Ukraine. Bien qu'officiellement il soit subordonné au prince Józef Poniatowski, ce dernier lui laisse une grande autonomie, car il reconnaît sa plus grande expérience militaire et en fait le commandant en second de sa division.
En même temps, Kosciuszko est un membre assez radical de la fraction réformiste de la noblesse. Selon lui, les paysans (très souvent serfs) et les Juifs doivent recevoir la pleine citoyenneté afin d'être motivés à défendre la Pologne en cas de conflit. Les réformateurs remportent une victoire avec l'adoption de la constitution du 3 mai 1791. Kościuszko considère ce texte comme un pas dans la bonne direction, mais il est déçu par le maintien de la monarchie et la faiblesse des mesures en faveur des groupes opprimés.
Cependant, les voisins de la république des Deux Nations, notamment la Russie, qui met fin en janvier 1792 à une guerre avec la Turquie commencée en 1787, voient ces réformes comme une menace pour leur influence sur les affaires intérieures polonaises, un casus belli. Ils vont profiter de l'opposition d'une partie de la noblesse polonaise aux changements : le 14 mai 1792, les magnats conservateurs créent la confédération de Targowica et demandent à la tsarine Catherine II de Russie de leur fournir une aide pour abroger la constitution.
Le 18 mai, une armée russe de 100 000 hommes lance l'offensive en direction de Varsovie. C'est le début de la guerre russo-polonaise de 1792.

#### La guerre russo-polonaise de 1792

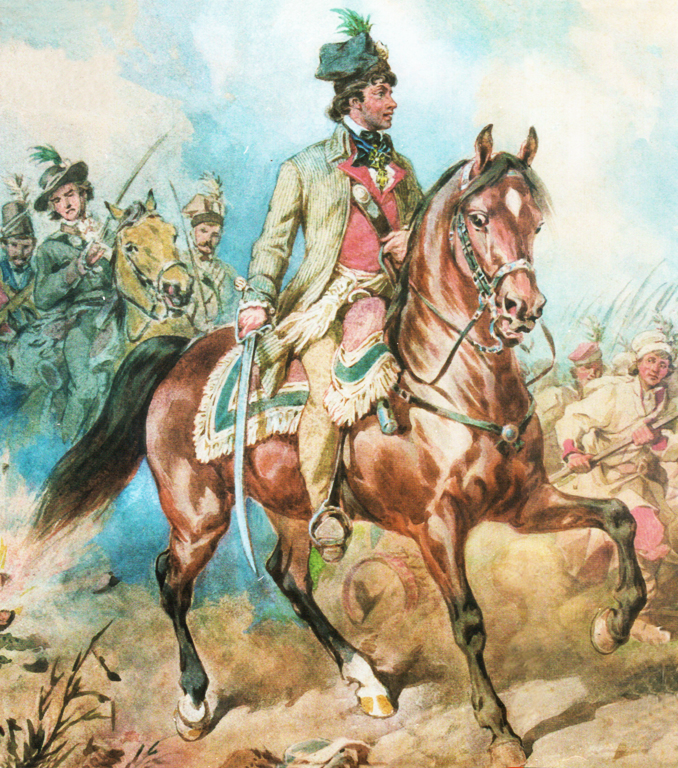
Kościuszko à Racławice en 1794 par Juliusz Kossak

Poniatowski étant devenu commandant en chef de l'armée polonaise le 3 mai 1792, Kościuszko a reçu le commandement d'une division stationnée près de Kiev.
Les Russes alignent 98 000 hommes contre 37 000 Polonais et sont plus expérimentés. Ils attaquent sur un large front avec trois armées. Kościuszko préconise de réunir toutes les forces polonaises afin d'attaquer en situation de supériorité numérique une des armées russes et de remporter ainsi rapidement une première victoire afin de renforcer le moral des soldats polonais. Ce plan est rejeté par Poniatowski.
Le 22 mai, des forces russes entrent en Ukraine, où sont stationnés Kościuszko et Poniatowski. L'armée polonaise, jugée trop faible pour affronter les quatre colonnes adverses, se replie sur la rive occidentale du Boug méridional,, Kościuszko commandant l'arrière-garde. Les Russes ayant attaqué Poniatowski sont battus lors de la bataille de Zieleńce le 18 juin ; la division de Kościuszko couvrant l'arrière-garde ne rejoint le gros des troupes que dans la soirée.
En récompense de sa protection, Kościuszko reçoit une médaille de l'Ordre militaire de Virtuti Militari, la plus haute distinction polonaise (l'historien Strożyński pense cependant que cette médaille lui a été remise après sa victoire de la Dubienka,).
Le repli polonais se poursuit. Le 7 juillet, les forces de Kościuszko retardent la progression russe à Volodymyr-Volynskyï. Arrivée sur le Boug, l'armée polonaise est divisée en trois pour couvrir le fleuve, malgré les protestations de Kościuszko qui estime que l'armée perd ainsi sa supériorité numérique.
L'unité de Kościuszko est affectée à la protection du flanc sud d'un front s'étendant jusqu'à la frontière autrichienne. Le 18 juillet, lors de la bataille de Dubienka, Kościuszko repousse une armée cinq fois plus nombreuse en utilisant adroitement la topographie et les fortifications,. Il est néanmoins obligé de continuer de se replier pour éviter d'être encerclé par des forces russes qui ont traversé la frontière autrichienne.
Après cette bataille, le roi Stanislas II le promeut lieutenant-général et le cite à l'ordre de l'Aigle blanc. 
La nouvelle de sa victoire se répand en Europe et le 26 août, il est fait citoyen d'honneur de la France par l'Assemblée nationale législative.
Kościuszko considère que, malgré la retraite polonaise, la guerre est loin d'être perdue. Pourtant, le 24 juillet 1792, Stanislas II rejoint la confédération de Targowica et ordonne de cesser le combat,. Kościuszko envisage alors d'enlever le roi, mais Poniatowski refuse ce projet. Le 30 août, Kościuszko quitte son commandement et vient à Varsovie recevoir sa promotion et sa solde ; il refuse la proposition du roi de rester dans l'armée.
À cette époque, il commence à souffrir de la jaunisse.

#### Septembre 1792-mars 1794: la période du deuxième partage de la Pologne

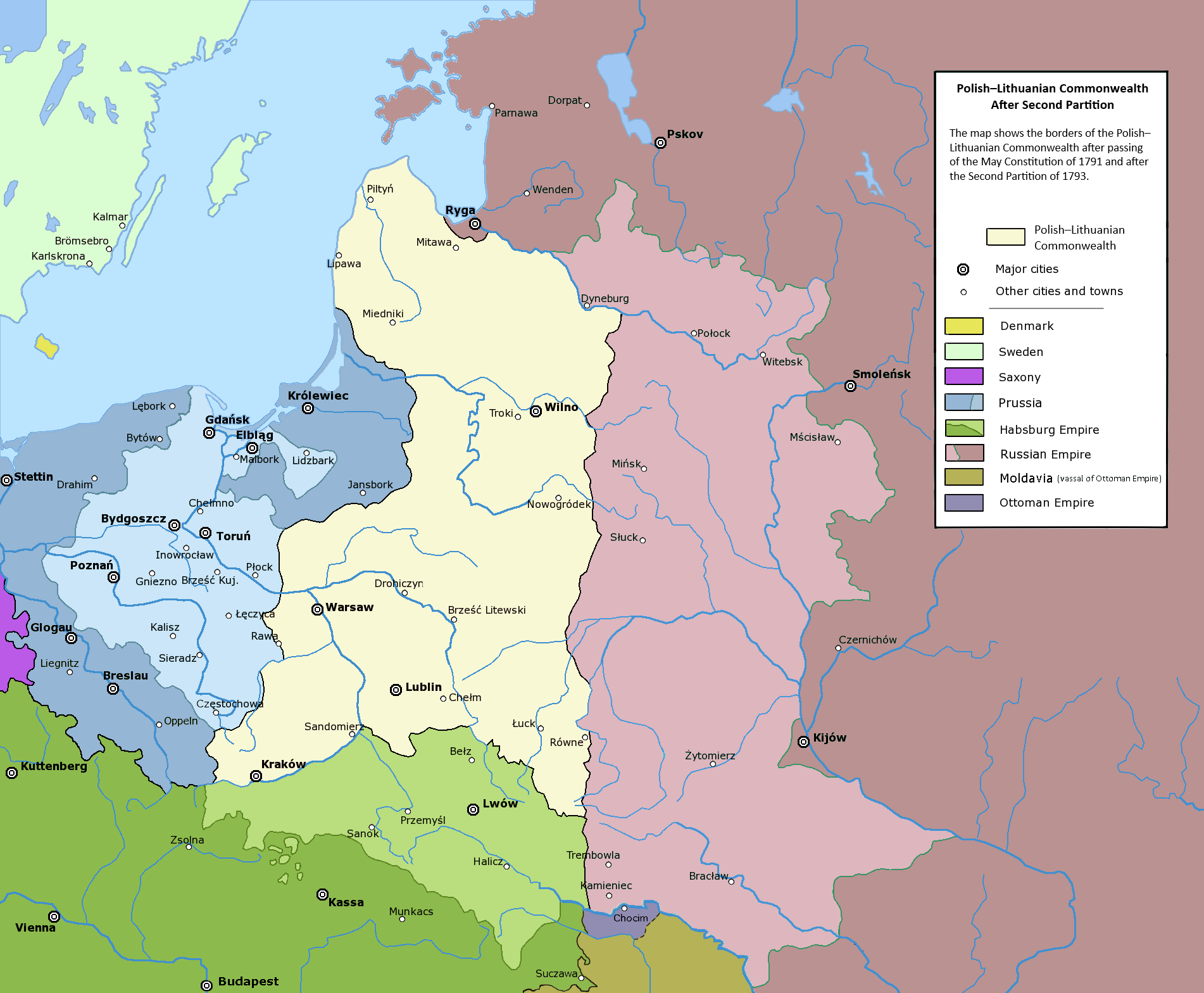
Carte de la Pologne après le deuxième partage.

N'ayant subi aucune défaite, Kościuszko est profondément affecté par la trahison du roi. Depuis la fin de la guerre, il est très populaire en Pologne, sa présence suscite des rassemblements spontanés d'admirateurs, qui veulent voir le célèbre commandant. Izabela Czartoryska, épouse du chef de la famille Czartoryski, Adam Kazimierz, envisage même un mariage de Kosciuszko avec leur fille Zofia,.
En septembre 1792, il décide cependant à quitter le pays. Il s'arrête d'abord dans le domaine de la famille Czartoryski à Sieniawa, où se trouvent également d'autres mécontents. Il passe deux semaines à Lwów (en territoire annexé par l'Autriche en 1772), où la population lui rend hommage. Les autorités autrichiennes lui proposent de servir dans leur armée, mais il refuse. Elles décident alors de l'expulser, mais Kościuszko a déjà quitté la ville.
Il s'arrête à Zamość dans la propriété de la famille Zamoyski, où il rencontre Stanisław Staszic, puis à Puławy,. Poursuivant sa route vers l'ouest, il s'arrête à Cracovie le 12 décembre et à Wrocław (en Silésie, alors prussienne) le 17.
Il passe deux semaines à Leipzig, en Saxe, où de nombreux officiers et hommes politiques polonais se sont réfugiés. Plusieurs d'entre eux, notamment Ignacy Potocki et Hugo Kołłątaj, discutent dès cette époque d'un soulèvement contre la domination russe. Le soutien que leur apporte Kosciuszko, un des Polonais les plus connus, est décisif.
Kościuszko se rend alors à Paris pour essayer d'obtenir le soutien de la France, devenue une République en septembre 1792. Il y séjourne de la fin de 1792 à l'été 1793. Quand il arrive, la France est gouvernée par la Convention girondine et Kosciuszko est bien accueilli. Des entretiens ont lieu avec le ministre des Affaires étrangères, Pierre Lebrun, dont un courrier du 28 février 1793 à son représentant à Leipzig, Parandier, montre l'intérêt pour la Pologne. La perspective est de lancer des opérations de diversion à partir de la Suède et de la Turquie au moment du déclenchement de l'insurrection.
Mais la conjoncture change avec le soulèvement vendéen et la formation de la Première Coalition, la trahison de Dumouriez (avril), et surtout la chute des Girondins (juin). Les Montagnards ont beaucoup moins de sympathie pour la Pologne et les difficultés militaires sont telles (jusqu'au printemps 1794), que Kosciuszko rentre à Leipzig en août 1793 sans avoir rien obtenu. Déçu par l'évolution de la Révolution française, il en conclut que le gouvernement français ne s'intéresse à la Pologne que dans son propre intérêt.
Le 23 janvier 1793, la Prusse et la Russie se sont mis d'accord sur un deuxième partage de la Pologne (sans l'Autriche). Le traité est ratifié en juin par la Diète polonaise convoquée sous la contrainte à Grodno,. 
La Pologne, privée de près de la moitié de son territoire et de sa population, doit renoncer à la constitution du 3 mai 1791. Elle devient de facto un protectorat de la Russie. Cette issue est un choc pour les membres de la confédération de Targowica, qui croyaient agir pour défendre la « Liberté dorée », mais ont été joués par Catherine II. Ils sont à présent considérés comme des traîtres par la plus grande partie de la population polonaise,.
Bien qu'il doute des chances de succès d'un soulèvement, Kościuszko rentré à Leipzig continue de le préparer. En septembre, il traverse clandestinement la frontière polonaise pour reconnaître le terrain et rencontrer des officiers supérieurs partisans de sa cause. Les préparatifs en Pologne sont lents, aussi il décide de différer le début du soulèvement. Mais la situation évolue lorsque les gouvernements russe et prussien décident de renvoyer la plus grande partie de l'armée polonaise, les unités restantes devant être intégrées à l'armée russe[réf. nécessaire]. D'autre part, les agents russes prennent peu à peu connaissance des préparatifs du soulèvement et commencent à arrêter les personnes impliquées. Kościuszko est donc amené à exécuter son plan plus tôt qu'il ne le souhaitait : le 15 mars 1794, il se met en route vers Cracovie.

#### L'insurrection de Kościuszko (1794) et letroisième partage(1795)
Pour des articles plus généraux, voir Insurrection de Kościuszko et Proclamation de Kościuszko.

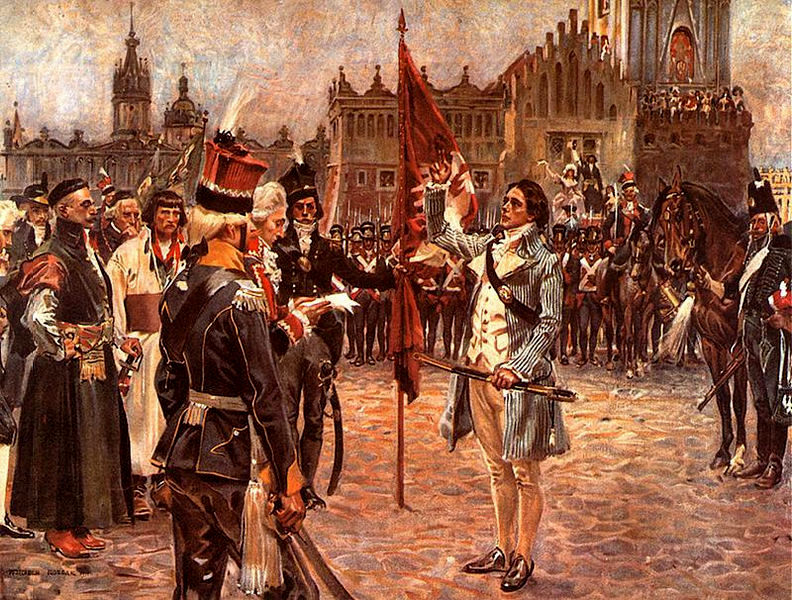
Kościuszko prête serment sur la place centrale de Cracovie, peinture de Wojciech Kossak.

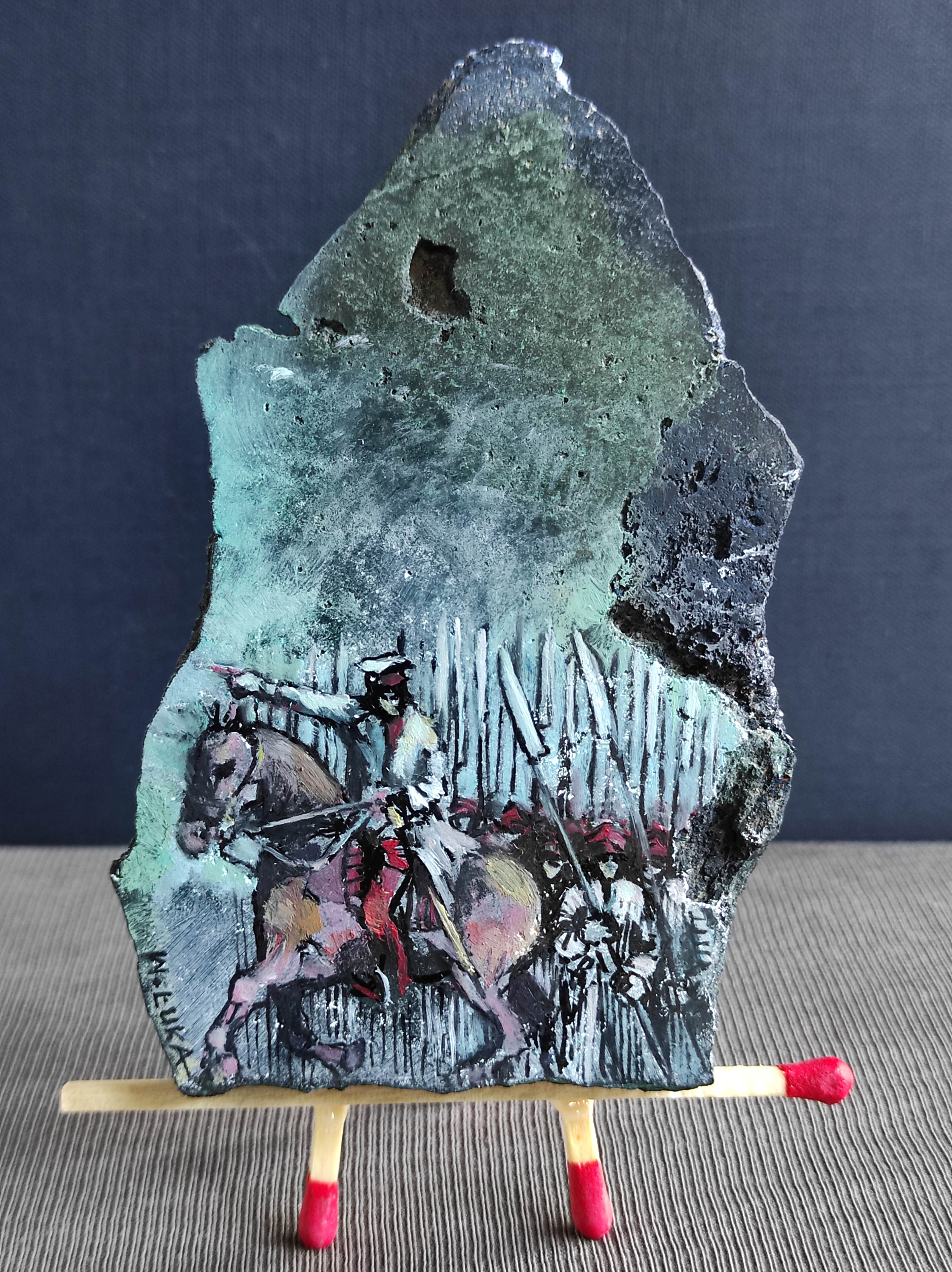
La bataille de Raclawice, par Wojciech Łuka.

Ayant appris que la garnison russe a quitté Cracovie, Kościuszko entre dans la ville dans la nuit du 23 mars. Le lendemain matin, sur la place centrale, il proclame le début du soulèvement. Il reçoit le titre de commandant en chef (naczelnik) des forces polono-lituaniennes combattant contre la Russie. Voulant éviter l'intervention de l'Autriche et de la Prusse, il décourage toute action dans les territoires annexés par ces deux pays. Il en appelle aux volontaires, espérant en lever suffisamment pour affronter une armée russe plus nombreuse, mieux équipée et plus expérimentée.
Ayant réuni une troupe de 4 000 soldats réguliers et 2 000 recrues, Kościuszko marche sur Varsovie. Un corps russe réuni en hâte est vaincu lors de la bataille de Racławice le 4 avril 1794, au cours de laquelle Kościuszko mène personnellement une charge d'infanterie de paysans armés de faux de guerre, les « faucheurs » (kosynierzy). Malgré cette défaite, les Russes, rassemblés en plus grand nombre, obligent Kościuszko à se replier vers Cracovie. Il reçoit quelques renforts près de Połaniec, où il rencontre d'autres responsables du soulèvement. Il publie alors une proclamation d'inspiration libérale, abolissant partiellement le servage et accordant plus de libertés aux paysans. De leur côté, les Russes promettent une récompense pour sa capture ou sa mort.
En juin, les Prussiens décident d'apporter un soutien effectif aux Russes. Le 6 juin, Kościuszko est attaqué par les forces coalisées à Szczekociny, où il est battu, ce qui entraîne la chute de Cracovie. Ayant réussi à se replier à Varsovie, il défend la ville pendant plusieurs semaines. Le siège est levé le 6 septembre, lorsque les forces prussiennes se retirent afin de réprimer un soulèvement en Grande-Pologne.
Le 10 octobre a lieu la bataille de Maciejowice, près de Siedlce, durant laquelle Kościuszko est blessé et capturé. L'insurrection prend fin quelques semaines après avec la bataille de Praga, faubourg de Varsovie, le 4 novembre, et le massacre de près de 20 000 habitants de Varsovie par les troupes russes.
Un an plus tard, le 25 octobre 1795, la Russie, la Prusse et l'Autriche procèdent au troisième partage de la Pologne, qui cesse d'exister en tant qu'État souverain, jusqu'en 1918.

### Fin de vie (1795-1817)

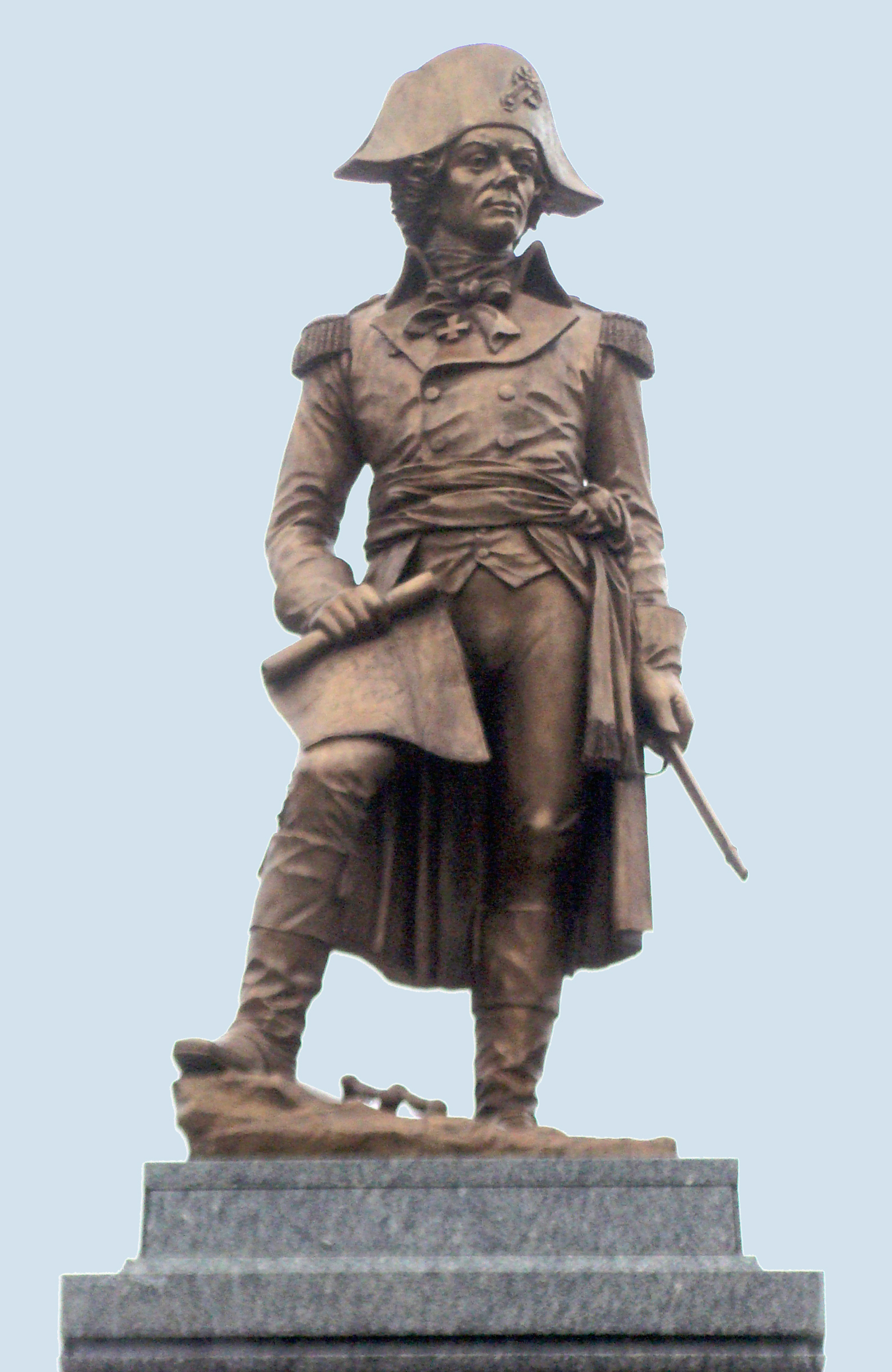
Statue de Kościuszko à Varsovie

#### Prisonnier de guerre (1795-1797)
Fait prisonnier à Maciejowice, Koscuszko est emprisonné à Saint-Pétersbourg dans la forteresse Pierre-et-Paul.
La mort de Catherine II, le 17 novembre 1796, entraîne un changement de la politique russe envers les Polonais. Le 28 novembre, le tsar Paul Ier gracie Kościuszko et le libère après que ce dernier lui a promis sa loyauté. En échange de son serment, Paul Ier promet de libérer tous les prisonniers polonais détenus dans les prisons ou déportés en Sibérie.[réf. nécessaire] Le tsar accorde 12 000 roubles à Kościuszko qui tente en 1798 de les rendre après avoir dénoncé son serment de loyauté.

#### Le voyage aux États-Unis (1797-1798)
Kościuszko se rend à Stockholm, puis à Londres, avant de s'embarquer pour les États-Unis à Bristol le 17 juin et d'arriver à Philadelphie le 18 août 1797.
Accueilli chaleureusement par la foule, il est considéré avec méfiance par le gouvernement américain, alors contrôlé par les fédéralistes, qui n'apprécient pas ses relations avec les républicains-démocrates pendant la guerre d'indépendance.
Mal à l'aise aux États-Unis, il décide de retourner en France après avoir laissé un testament consacrant une partie de sa fortune à la libération des esclaves.

#### Relations avec la France napoléonienne (1798-1814)
Il arrive à Bayonne le 28 juin 1798 et rejoint les groupes d'immigrés polonais. Il refuse néanmoins le commandement des légions polonaises formées depuis 1797 sous l'égide de l'armée française.
Il rencontre le général Bonaparte à deux reprises peu avant le coup d'État du 18 Brumaire, les 17 octobre et le 6 novembre 1799, mais, lorsque celui-ci est devenu premier consul, ils ne parviennent pas à un accord. Bonaparte le considère comme un « bouffon... surestimant son influence en Pologne ». De son côté, Kościuszko déteste les ambitions dictatoriales de Napoléon, qu'il qualifie de « fossoyeur de la république [française] ».
En 1801, il s'installe à La Genevraye, près de Montereau, dans la résidence de l'ambassadeur des Cantons suisses, et se tient à l'écart des questions politiques.
Lorsqu'en octobre 1806, durant la guerre de la quatrième coalition, la Grande Armée, qui comporte un contingent polonais notable, écrase la Prusse à Iéna et approche des frontières polonaises, Kościuszko ne fait pas confiance à Napoléon pour restaurer la Pologne sous une forme durable. Il lui écrit une lettre demandant des garanties sur la mise en place d'une démocratie parlementaire et la création d'un territoire viable, mais ses demandes sont ignorées.
Pour Kościuszko, la création du duché de Varsovie par les traités de Tilsit en juillet 1807 ne vise qu'à servir les intérêts français, pas à rétablir la souveraineté polonaise. Contrairement à nombre d'officiers, il ne rejoint donc pas ce nouveau pays, bien que son armée ait pour commandant en chef son supérieur de 1792, le prince Joseph-Antoine Poniatowski et que de nombreux officiers polonais s'y enrôlent.

#### Relations avec la Russie d'Alexandre (1814-1815)
Après l'effondrement de l'Empire en 1814, Kościuszko rencontre le tsar Alexandre Ier une première fois à Paris, puis à Braunau en Suisse.
Le tsar espère le convaincre de rentrer en Pologne, où il envisage, avec le soutien du prince Adam Jerzy Czartoryski, de faire du duché de Varsovie un royaume de Pologne allié de la Russie. Kościuszko exige des réformes sociales ainsi que la restauration de la souveraineté polonaise jusqu'à la Daugava et au Dniepr.
En réalité, le royaume de Pologne créé par le congrès de Vienne est plus petit que le duché de Varsovie, la région de Poznań ayant été cédée à la Prusse (grand-duché de Posen). Aussi qualifie-t-il cette entité de « plaisanterie ». Là encore, son exemple n'est pas massivement suivi, et de nombreux officiers de la Grande Armée deviennent des officiers de l'armée du royaume de Pologne.

#### Soleure (1815-1817)
Ses lettres au tsar restant sans réponse, il quitte Vienne en juillet 1815 et s'installe en Suisse, à Soleure, dont le maire est son ami François-Xavier Zeltner.
Le 2 avril 1817, il émancipe les serfs de ses dernières propriétés polonaises, mais le tsar s'y oppose.
Souffrant d'une médiocre santé et de vieilles blessures, Kościuszko, âgé de 71 ans, succombe à un accident vasculaire cérébral le 15 octobre 1817, quelques jours après une chute de cheval.

#### Les funérailles: Soleure, Zuchwil et Cracovie

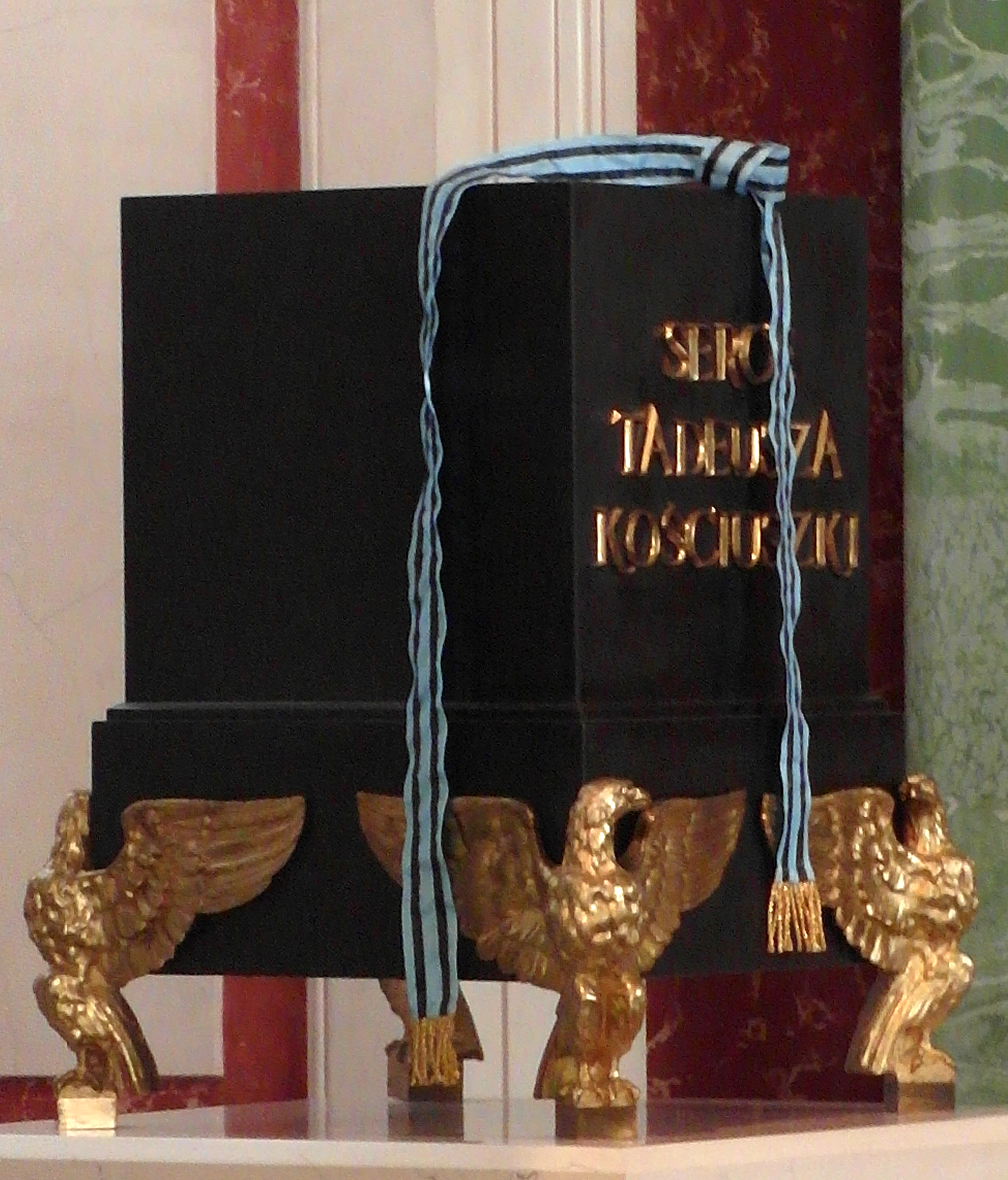
Urne contenant le cœur de Kościuszko conservée au château royal de Varsovie

Les funérailles de Kościuszko sont organisées le 19 octobre dans une ancienne église jésuite de Soleure. Son corps est embaumé et placé dans une crypte de l'église. Ses viscères, retirés durant le processus d'embaumement, sont enterrés séparément dans une tombe de la ville voisine de Zuchwil, où un mémorial de pierre sera construit en 1820. Son cœur est placé dans une urne funéraire spécialement conçue,.
Plusieurs messes et cérémonies funéraires ont lieu en Pologne à l'annonce de son décès.
Le 11 avril 1818, son corps est transféré à Cracovie, dans l'église Saint-Florian. Le 22 juin, il est inhumé avec tous les honneurs dans une crypte de la cathédrale du Wawel, où reposent les monarques et les héros nationaux polonais,.
Le cœur de Kościuszko, conservé au musée polonais de Rapperswil (Suisse), est rapatrié en 1927 avec les autres objets en possession du musée. Il est aujourd'hui conservé au château royal de Varsovie. Ses autres viscères se trouvent toujours à Zuchwil.

## L'exécution du testament de Kosciuszko aux États-Unis (1817-1852)

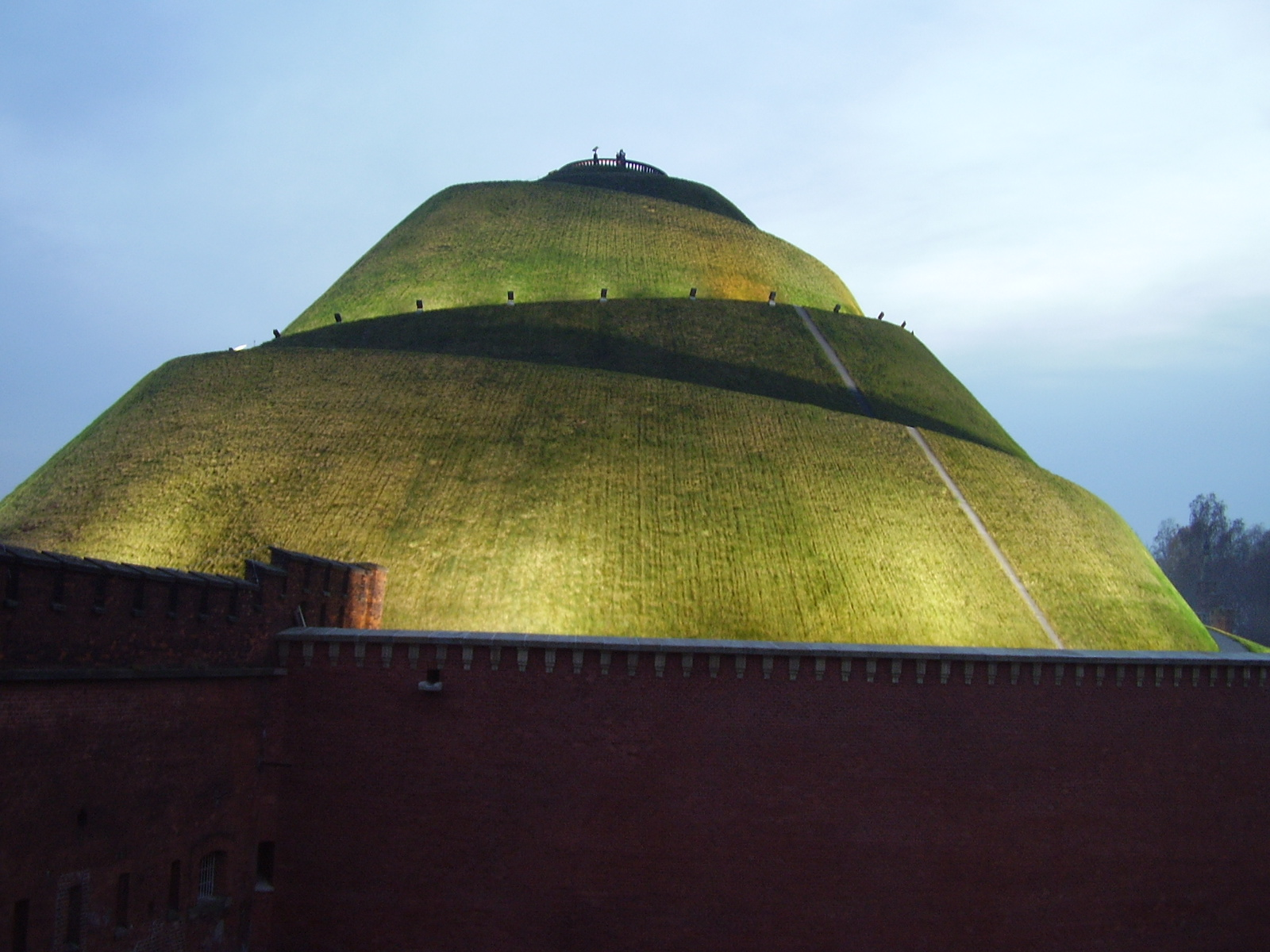
Le tertre Kościuszko à Cracovie.

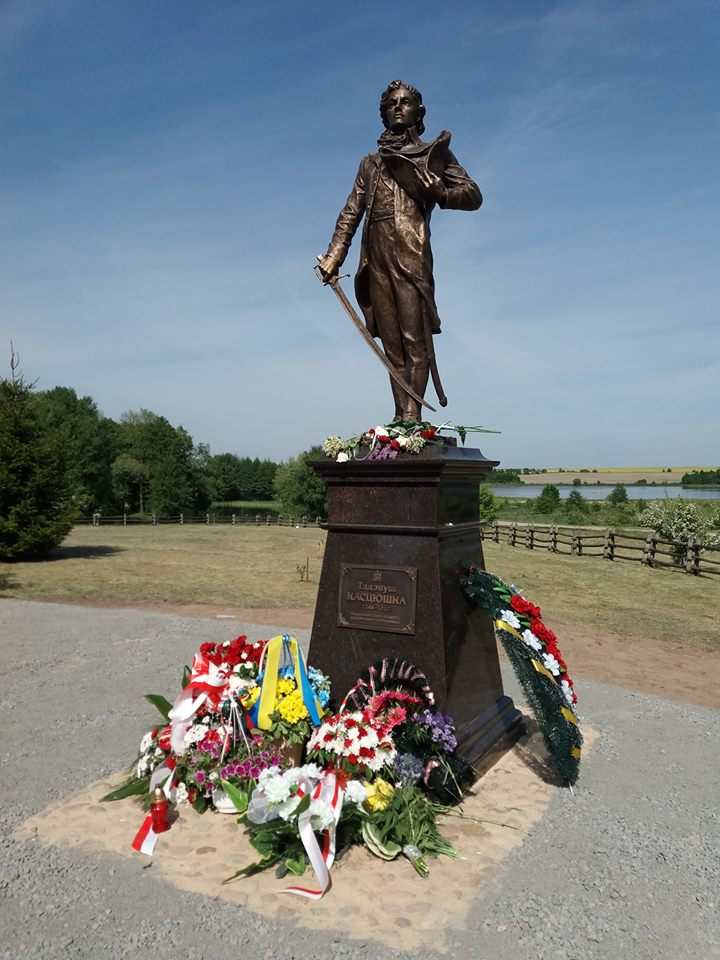
Statue de Kościuszko à Mieračoŭščyna, Biélorussie inaugurée le 12 mai 2018

Avant de quitter les États-Unis en 1798, Kościuszko avait rédigé un testament faisant de Thomas Jefferson son exécuteur testamentaire et lui demandant d'utiliser ses propriétés et son argent aux États-Unis pour affranchir des esclaves afro-américains et les préparer à une vie indépendante.
En 1820, trois ans après la mort de Kościuszko, Jefferson, âgé de 77 ans, déclare qu'il n'est plus capable, en raison de son âge et de la complexité du dossier, de rester l'exécuteur. Il indique notamment que la législation de Virginie interdit de donner une éducation aux esclaves. Des considérations politiques interviennent aussi : les tensions entre les États du Nord et ceux du Sud des États-Unis au sujet de l'esclavage provoquent une forte instabilité politique. Jefferson pense que, si un personnage aussi influent que lui respecte les demandes de Kościuszko, cela contribuera à créer plus d'instabilité.
Par la suite, le problème de la succession américaine de Kościuszko est présenté à trois reprises devant la Cour suprême des États-Unis. En 1852, celle-ci attribue définitivement son patrimoine, d'une valeur de 50 000 $ (environ 1,5 million de dollars de 2012) aux proches de Kościuszko, qui vivent en Europe, malgré son testament.

## Hommages
L'historien polonais Stanisław Herbst (pl) indiquait dans l'édition de 1967 du Polski Słownik Biograficzny (Dictionnaire biographique polonais) que Kościuszko est peut-être le Polonais le plus connu en Pologne comme dans le monde, bien que Chopin et Marie Curie (née Sklodowska) aient aussi une grande renommée dans le monde.

### Monuments
De nombreux monuments ont été construits en son honneur, dont le tertre Kościuszko érigé à Cracovie, alors ville libre, entre 1820 et 1823.
À l'occasion du centenaire de la bataille de Racławice (1894), les peintres Jan Styka et Wojciech Kossak réalisent le panorama de Racławice, aujourd'hui exposé à Wrocław.
Le 12 mai 2018, une statue de Kosciuszko est inaugurée dans le musée-mémorial qui porte son nom à Mereczowszczyzna (en), son village natal, près de la ville de Kossava en Biélorussie,.

### Odonymie
Quasiment chaque ville polonaise possède une place ou une rue qui porte son nom.

### Institutions
L'École polytechnique de Cracovie reçoit le nom de Tadeusz Kościuszko en 1976 à l'occasion de son trentième anniversaire.
La 303e escadrille de chasse polonaise et la 1re division polonaise portaient son nom durant la Seconde Guerre mondiale.
La 1re division d'infanterie « Tadeusz Kościuszko » de la 1re armée polonaise active durant la Seconde Guerre mondiale.

### Navires
- le SS Kościuszko (paquebot à vapeur°, de la Compagnie transatlantique polonaise (1930-1939)
- la frégate-lance-missiles ORP Generał Tadeusz Kościuszko, construit à Seattle et mis en service en 1980 dans la marine des États-Unis sous le nom de USS Wadsworth, transféré à la marine polonaise en 1999[91].

### Hors de Pologne
Son nom a été donné à 
- la plus haute montagne d'Australie continentale,
- une île d'Alaska,
- un comté de l'Indiana,
- plusieurs villes des États-Unis, dont Kosciusko dans le Mississippi,
- un parc de Chicago
- un pont de New York[78].

La maison que Kościuszko habitait à Philadelphie en 1796-1797 appartient aujourd'hui au Registre national des lieux historiques et est gérée par le parc national historique de l'indépendance.
La fondation américaine Kościuszko se consacre à la promotion de l'héritage polono-américain.

### En France
Un monument à Tadeusz Kościuszko est érigé à Montigny-sur-Loing (France), à côté de La Genevraye où il a vécu une quinzaine d'années.